# Dominicanenklooster (Zwolle)
De Dominicanenkerk en -klooster vormen een neogotisch complex in Zwolle aan de Assendorperstraat in de wijk Assendorp. De kerk staat onder de Zwollenaren ook wel bekend als de Paterskerk of Thomaskerk. Het aangrenzende Dominicanenklooster huisvest de Dominicanen.
De bouw van de kerk en het klooster, ontworpen door de architect Johannes Kayser, begon op 3 mei 1900. De eerste steen werd op deze dag gelegd door algemeen overste Ludovicus Theissling. De inwijding had plaats op 12 december 1901. Sinds 1580 waren de Dominicanen niet meer in Zwolle geweest. Tot 1965 was het een open kloosterkerk, daarna werd het het rectoraat (parochie) St. Thomas van Aquino.
De kerk en het klooster zijn gebouwd op grond waar eerst de boerderij van het echtpaar Van de Vegte-Beumer stond. Zij stelden de grond beschikbaar voor de bouw op voorwaarde dat ze er mochten blijven wonen tot hun dood. In totaal heeft de bouw van het complex 339.180 gulden gekost.
De kerk is een kruisbasiliek in neogotische stijl. Het interieur heeft zwart-granieten gepolijste zuilen met rijk gehouwen bladkapitelen, en een altaarciborie van de hand van Jan Eloy Brom en Jan Stuyt. Een binnentuin wordt omsloten door de kerk en het klooster. Ondanks dat er om de kerk en het klooster twee drukke wegen liggen, heerst er in de binnentuin een absolute stilte.
Het zeer grote kloostercomplex is in carrévorm gebouwd met de kerk aan een van de vier zijden. Oorspronkelijk was het in gebruik als opleidingsinstituut voor novicen. In de hoogtijdagen woonden hier tachtig Dominicanen. De opleiding werd in 1966 beëindigd en de kloostergemeenschap vergrijsde. Een deel der ruimte werd aan de Rijksgebouwendienst verhuurd. In 1977 werd het besluit genomen om de kloostergemeenschap nieuw leven in te blazen.
In 2015 woonden er nog zeven dominicanen in het klooster.

## Fotogalerij

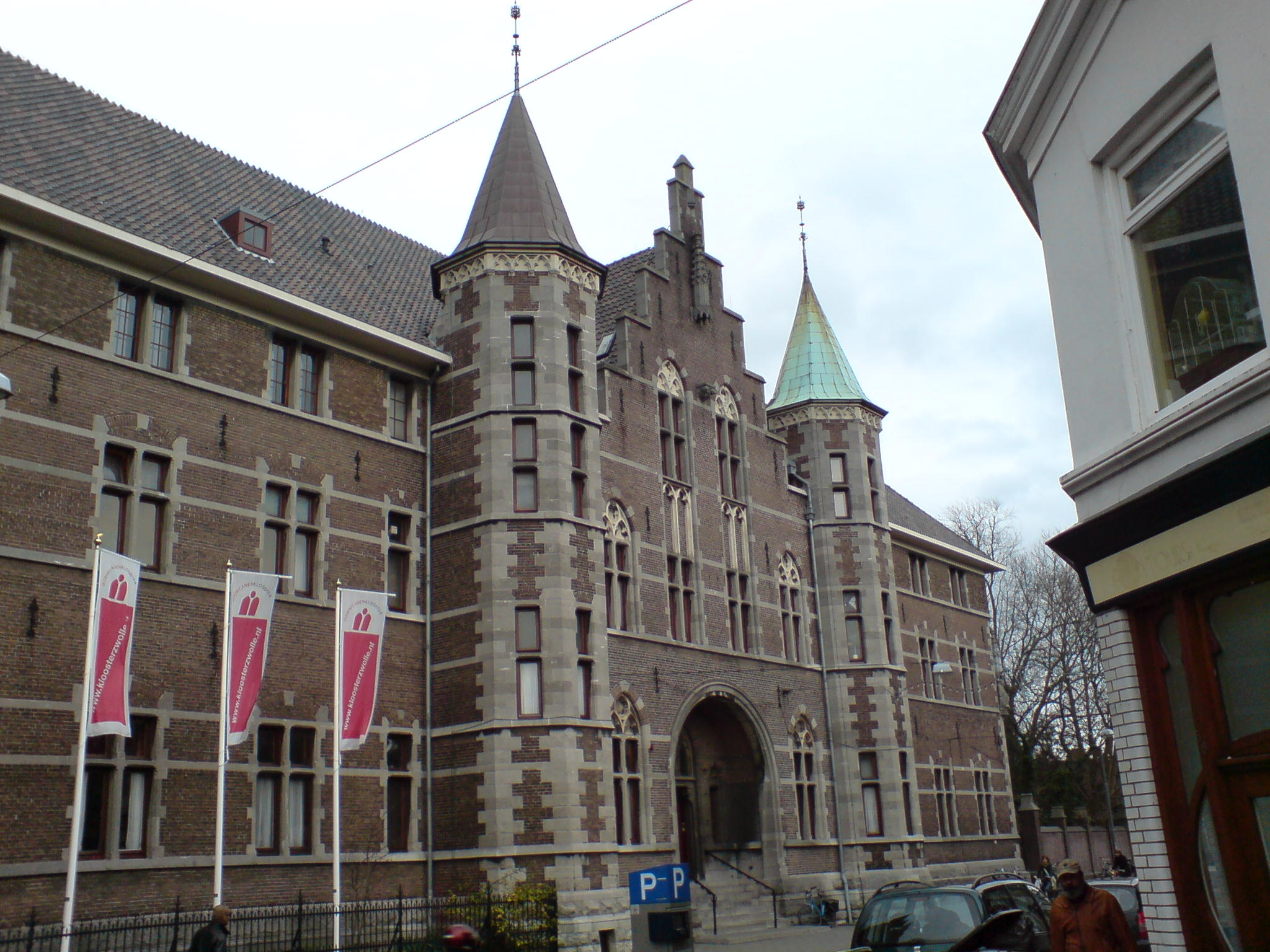
Vooraanzicht
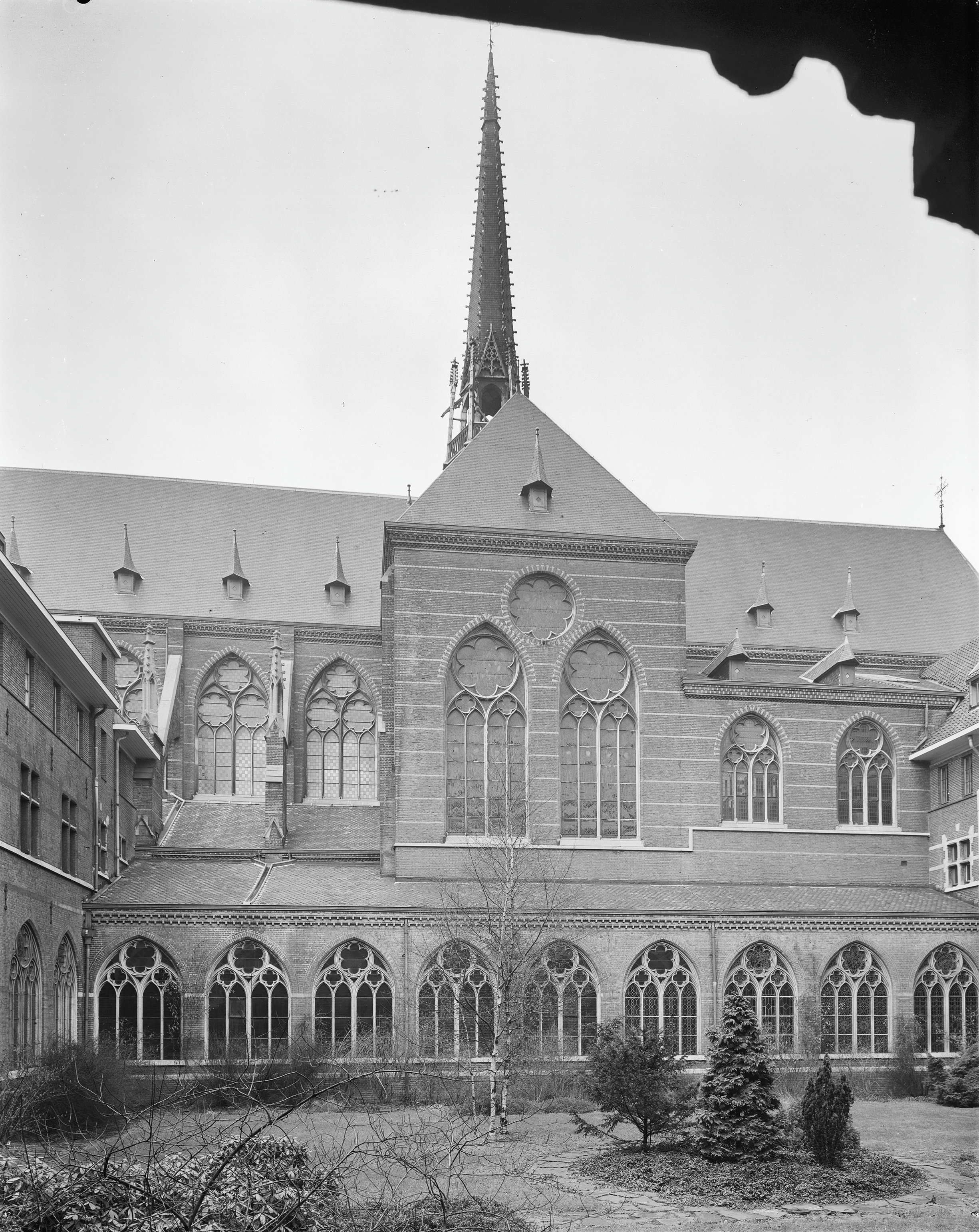
Binnenplaats (1972)
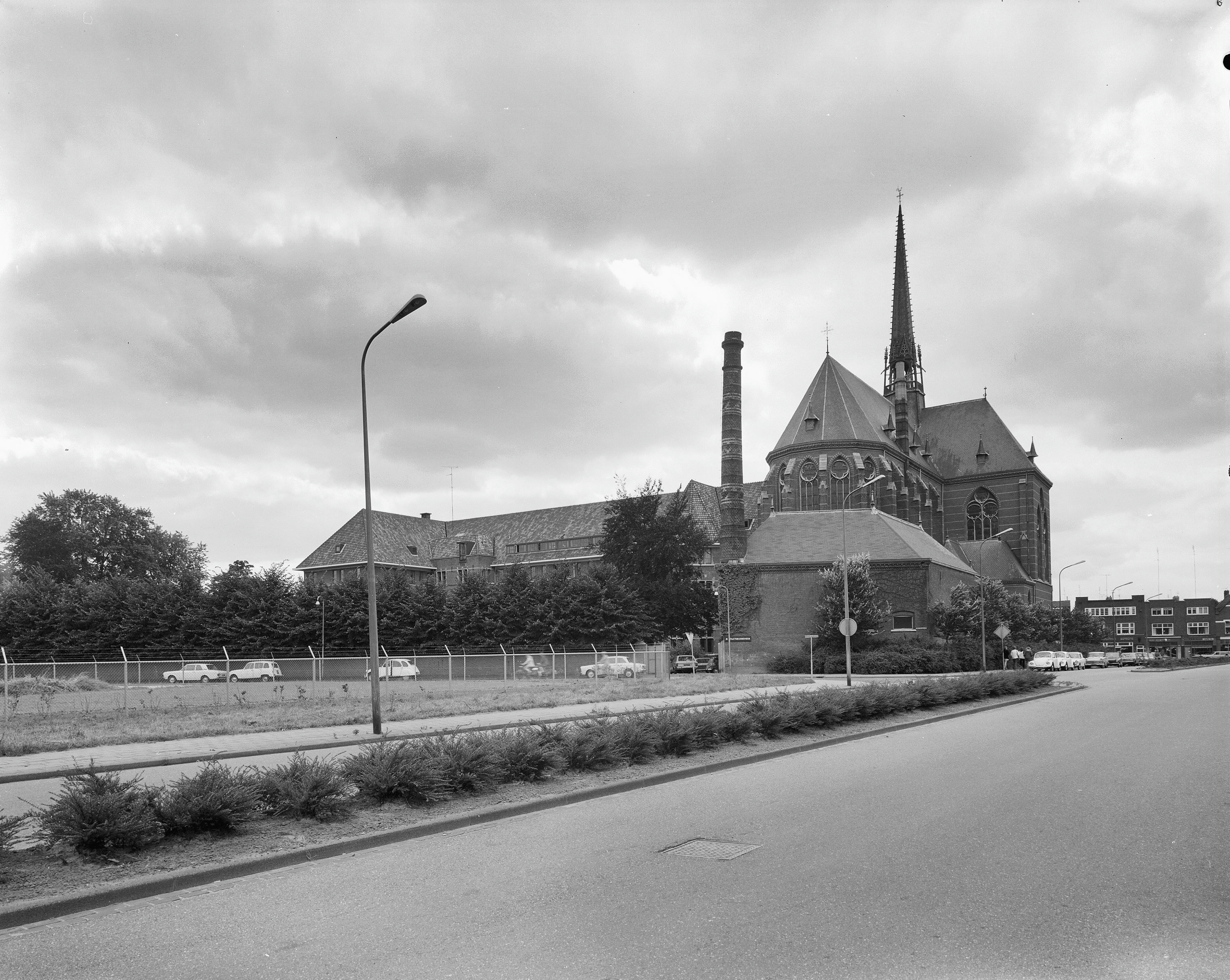
Noordoost aanzicht (1972)
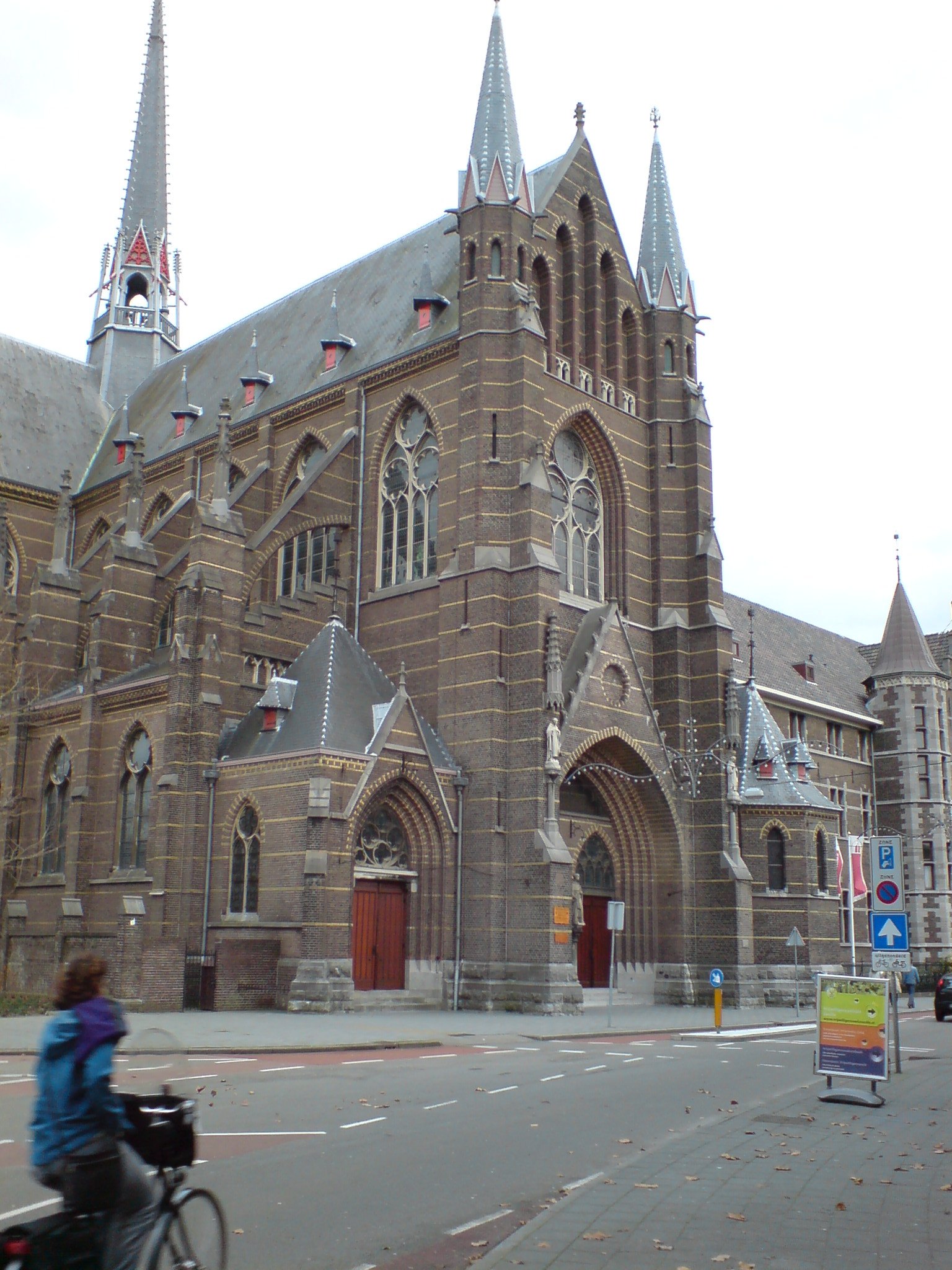
De kerk
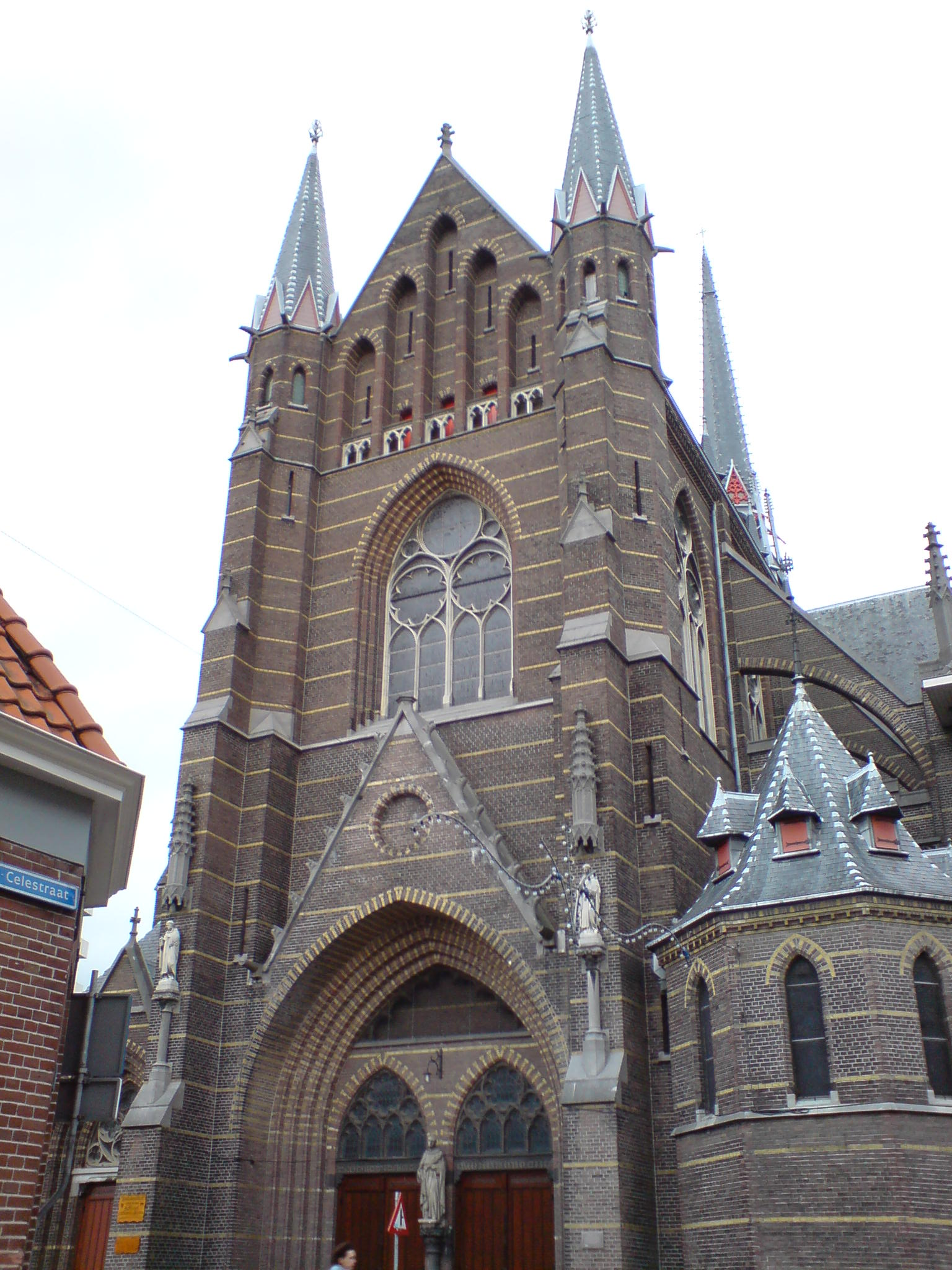
De kerk
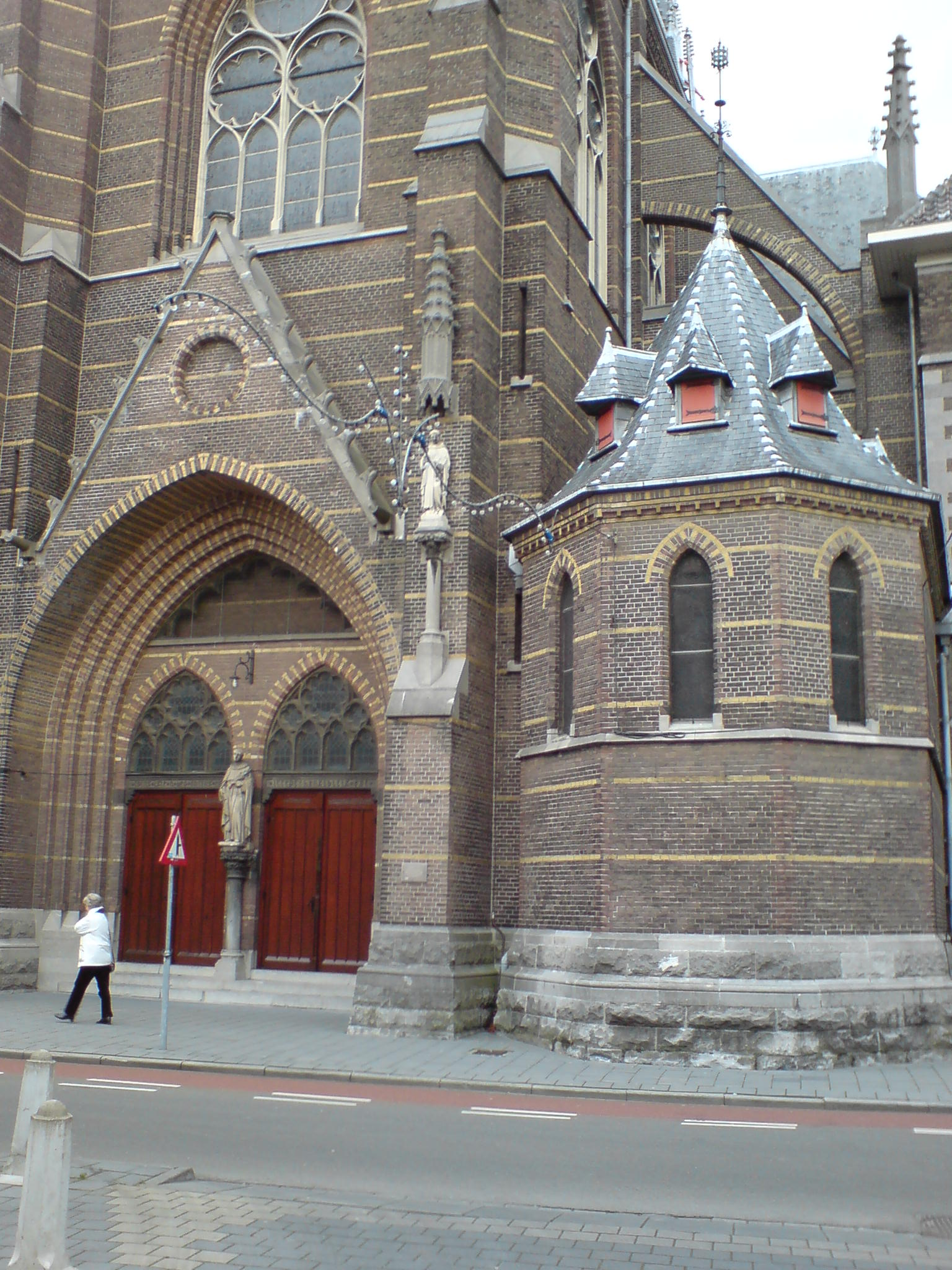
De kerk